# Concepció Vandellós i Servelló
Concepció Vandellós i Servelló (?, 1902 - Barcelona, 1 d'abril de 1990) fou una pedagoga i mestra catalana.

## Biografia

### Formació
Va estudiar magisteri a l'Escola d'Estudis Normals de la Mancomunitat de Catalunya, amb professors com Pompeu Fabra o Pau Vila.
L'any 1924 va fer un curs d'estiu a l'Institut Rousseau, de Ginebra.

### Mútua Escolar Blanquerna
Concepció Vandellós va ésser mestra de la Mútua Escolar Blanquerna, continuadora de l'Escola Graduada de la Mancomunitat (abans Escola Montessori), quan aquesta va haver de cessar en les seves activitats a causa la Dictadura de Primo de Rivera. En el referit grup escolar va exercir el càrrec de directora de l'Acadèmia Elisenda, que era la secció de noies del grup escolar.

### La desfeta de la Guerra Civil
Amb l'entrada de les tropes franquistes Concepció Vandellós va haver de deixar la seva activitat com a mestra, limitant-se a donar classes particulars i altres activitats puntuals, però restant apartada del sistema educatiu oficial. A casa seva, a principis dels anys 1950, Carles Riba hi feia classes de literatura a un grup reduït d'alumnes, com a font d'ingressos.

### Escola Proa
L'any 1966 el grup de pares que decidiren, en el marc de l'anomenada Escola activa de pares, fundar l'Escola Proa, com a escola catalana i de pedagogia activa, al barri de la Bordeta, de Barcelona, varen contactar, a través d'Alexandre Galí, amb Concepció Vandellós, la qual va assumir la direcció de facto de l'escola quant als cursos de primària. En la seva etapa a l'Escola Proa feu que aquesta enllacés amb l'experiència pedagògica interrompuda de Blanquerna (adopció de les seves Lliçons d'Aritmètica, que l'escola facilitava multicopiades als alumnes; celebració, a tall d'exemple, de la festa de Sant Nicolau, amb la representació de l'obra de Joan Llongueres, com es feia a Blanquerna, etc.). Concepció Vandellós, a part de dirigir l'escola i d'impartir-hi classes d'aritmètica i de llengua catalana, va fer-hi de mestra de mestres, contribuint a fer renéixer el moviment pedagògic de l'escola nova, activa i catalana interromput el 1939.

## LesLliçons d'aritmètica

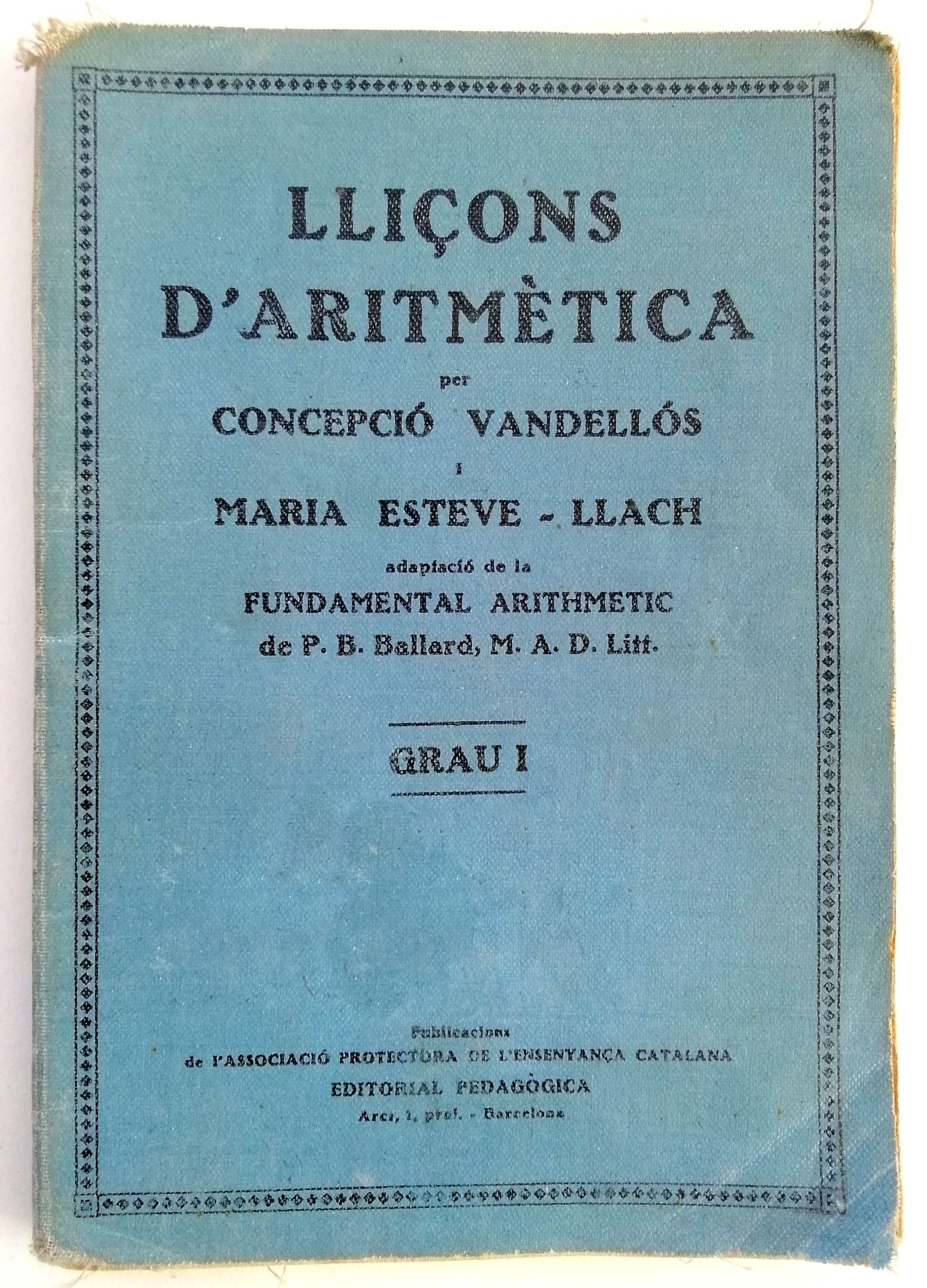
Lliçons d'Aritmètica del 1932

Quan, un cop tancat el parèntesi de la Dictadura de Primo de Rivera, l'Associació Protectora de l'Ensenyança Catalana va decidir obrir una nova etapa de publicacions escolars amb una orientació diferent de la que havia caracteritzat la seva trajectòria anterior, va creure convenient traduir i adaptar una obra estrangera d'èxit reconegut abans que encarregar-ne una d'original. Per als textos d'aritmètica es va escollir la col·lecció graduada anglesa de P.B. Ballard, i se n'encarregà l'adaptació a M. Assumpció Esteve Llach i Concepció Vandellós. L'obra, en quatre volums, sota el títol de Lliçons d'aritmètica. Graus I, II, III, IV, aparegué el 1932 i donada la seva molt bona acceptació se'n feu una segona edició el 1934 i una tercera el 1938, amb petites millores. Després de la Guerra Civil l'editorial Teide en publicà una traducció en llengua castellana.